# Liste de prénoms d'origine slave
 (février 2017).
Si vous disposez d'ouvrages ou d'articles de référence ou si vous connaissez des sites web de qualité traitant du thème abordé ici, merci de compléter l'article en donnant les références utiles à sa vérifiabilité et en les liant à la section « Notes et références ».
La liste des prénoms d'origine slave regroupera tous les prénoms de cette origine.

## Prénoms slaves d'origine slave ou non
- Prénoms masculins :
  - Alexandr, Aleksei, Andrey, Anton (en), Aleksandar
  - Bogdán, Boleslas, Bolesław, Boris, Casimir
  - Danil, Denis, Dmitri
  - Evgeniy,
  - Jaroslav (Yaroslav), Juri/Yuri (Youri), Konstantin
  - Milan, Milo, Miroslav, Nikita, Nikolaï
  - Oleg, Petr, Piotr, Serguey, Stanislas
  - Valentin, Vasiliy, Venceslas, Viktor, Vladislav
  - Vladimir, Zlatan

- Prénoms féminins :
  - Agata, Aksana, Alina, Aliona, Alisa, Alexandra,
  - Anastasia / Nastja, Andreja, Anjelika, Anna,
  - Bogdana, Dijana,
  - Ekaterina/Iekatarina, Elena/Ielena, Elizaveta,
  - Galina,
  - Jarmila, Jaroslava (Yaroslava), Jovanka, Julia/Yulia (Youlia),
  - Karina, Kristína, Ksenia,
  - Laurenka, Ljusja, Luba, Lubov', Ludmila, Marija/Mariya, Marina, Milica,
  - Nadežda (en) (Nadejda), Nastjenka, Natacha, Natalia, Nina,
  - Olga, Oksana, Pavlina, Polina,
  - Ruslana, Silvija, Slatka, Slavica, Slavka, Svetlana, Sofia,
  - Tatiana, Tamila, Tonja, Tina, Tania, Tamara
  - Valentina, Valeska, Vaska, Vera, Veronika, Vladislava…

## Prénoms traditionnels slaves par pays

### Pologne
- Prénoms féminins :
  - Bogna, Bogdana, Bogumiła, Bogusława, Bolesława, Bożena, Bronisława, Czesława, Dąbrówka, Dobroniega, Dobrosława, Gniewomira, Godzimira, Godzisława, Gorzysława, Grzymisława, Kazimiera, Ludmiła, Malgoshia, Mieczysława, Milena, Miła, Mira, Mirosława, Radosława, Sławomira, Sobiesława, Stanisława, Sulisława, Wacława, Wiesława, Władysława, Zdzisława…
- Prénoms masculins :
  - Bogdan, Bogumił, Bogusław, Bogusz, Bolesław, Bożydar, Bronisław, Chwalibóg, Chwalisław, Czcibor, Czesław, Dobiegniew, Dobiesław, Dobrogost, Dobromir, Dobromił, Dobrosław, Domard, Domasław, Dzierżysław, Gniewomir, Godzimir, Godzisław, Gorzysław, Jarosław, Krzesimir, Kazimierz, Lech, Lechosław, Lesław, Leszek, Lubomir, Ludomił, Mieszko, Mieczysław, Miło, Miłosław, Miłosz, Mścisław, Mściwój, Przemysław, Przybysław, Radosław, Rościsław, Sambor, Sędziwoj, Sławoj, Sławomir, Sobiesław, Stanisław, Sulisław, Świętosław, Wacław, Wiesław, Wińczysław, Władysław, Włodzimierz, Wojciech, Wszebor, Zawisza, Zbigniew, Zbyszko, Zdzisław, Ziemowit…

### Tchéquie et Slovaquie
- Prénoms féminins : Blahoslava, Blahuse, Bojana, Bojka, Boleslava, Bolena, Bolerka, Bohumira, Bohuslava, Bozidara, Boza, Bozena, Bozka, Bratislava, Bretislava, Bretka, Breticka, Bronislava/Branislava, Brana, Branka, Brona, Bronicka, Bronka, Dobrali, Dobromila, Dobromira, Dobroslava, Drahomira, Draha, Drahuse, Drahuska, Draza, Dusana, Dusa, Sudanka, Dusicka, Duska, Jarka, Kvetoslava, Kveta, Kvetka, Kvetuse, Kvetuska, Libera, Liba, Libenka, Libuse, Libuska, Lidmila, Ludmilla, Ludmila, Lida, Lidka, Liduna, Lidunka, Liduse, Lizuska, Lubomira, Luba, Lubena, Lubina, Lubina, Lubka, Lubuska, Mecislava, Melina, Mecka, Mila, Milena, Milady, Miladena, Milana, Mlada, Mladena, Miladka, Milanka, Milenka, Milka, Miluse, Miluska, Mlaska, Mladuska, Miloslava, Miroslava, Mira, Mirka, Miruska, Nadezda/Nadezhda, Nadeja, Neda/Nedda, Pribislava, Pribena, Pribuska, Radomia, Rada, Radlinka, Radoslava, Rada, Rostislava, Rosta, Rostina, Rostinka, Rostuska, Sobeslava, Sobena, Sobeska, Stanislava, Stana, Stanicka, Stanuska, Svetlana, Svetla, Svetlanka, Svetluse, Svetluska, Veleslava, Vela, Velina, Velinka, Velka, Veluska, Venceslava/Vaclava, Vena, Venka, Venuska, Vera, Vierka, Verka, Veruska, Vladimíra, Vladmira, Vladislava/Ladislava, Valeska, Vlasta, Zbyhneva, Zbyna, Zbysa, Zbyhneka, Zbyhneuska, Zdenka, Zdeslava, Zdislava, Desa, Zdeska, Zwisa, Zdiska, Zelislava, Zitomira, Zitka, Zituse, Zivanka, Zivka, Zivuse, Zivuska, Zlata, Zlatina, Zlatinka, Zlatka, Zlatuje, Zlatuska, Zlatana, Zlatunka, Zoila, Zora, Zorah…
- Prénoms masculins : Blahoslav, Blahos, Blahosek, Bohdan, Bohumil, Bohumír, Bohuslav, Bojan, Bujanek, Bojek, Boleslav, Bolek, Borivoj, Bora, Borik, Borek, Borzivoi, Bozidar, Bratislav, Bretislav, Bretik, Bronislav/Branislav, Branek, Branik, Budislav, Budek, Ceslav/Ctislav, Ctibor, Dalibor, Dobromil, Dobromir, Dobroslav, Drahomir, Draha, Drahos, Drahosek, Durko, Sudan, Sudanek, Dusek, Honza, Jarek, Jarousek, Jaromil, Jaromir, Jarek, Jaropluk, Jaroslav, Jur, Karda, Kvetoslav, Lubomir, Lubor, Lumir, Luba, Lubek, Luborek, Lubos, Lubosek, Ludomir, Ludoslav, Mecislav, Mecek, Mecik, Mecislavek, Milan, Milic, Milo, Miloslav, Milda, Milon, Milos, Miroslav, Mirek, Mstislav, Nepomuk, Pomuk, Nepomucek, Premysl, Myslik, Premek, Pribislav, Priba, Pribik, Pribisek, Radek/Radik, Radacek, Radan, Radko, Rados, Radousek, Radomir/Radimir, Radim, Radoslav, Rostislav, Rosta, Rostek, Rosticek, Rostik, Slavomir, Slava, Slavoj, Sobeslav, Sobek, Sobik, Stanislav, Stana, Standa, Stanek, Stanko, Stanicek, Stanik, Svatomir, Svatopluk, Svatoslav, Techomir, Techoslav, Veleslav, Vela, Velek, Velousek, Venceslav/Vaclav, Vacek, Vasek, Vena, Venousek, Wenzel, Vladimír, Vladislav/Ladislav, Vlad, Vlastimil, Vojtech, Vojta, Wojtek, Vojtik, Vojtisek, Zbyhnev, Zbyna, Zbytek, Zbytek, Zelislav, Zelek, Zelicek, Zelik, Zelousek, Zdeslav, Zdislav, Zdik Zdisek, Zitomir, Zitek, Zitousek, Zivan, Zivanek, Zivek, Zivko, Zlatan, Zlatek, Zlaticek, Zlatik, Klatko, Zlatousek…

### Slovénie
- Prénoms féminins : Alenka, Danaja
- Prénoms masculins : Bogomir…

### Macédoine
- Prénoms féminins : Agata, Agnija, Aleksandra, Ana (en), Anamarija, Anastasija, Angela, Angelina (en), Anǵa, Anisija, Arsenija, Anastasija, Biljana, Bisera, Bistra, Blaga, Blagica, Blagorodna, Blaguna, Blažena, Bogdana, Bogoslava, Bojana (en), Borjana, Bosilka, Božana, Božidarka, Dafina, Dajana, Damjana, Dana (en). Danica, Daniela, Dara, Darinka, Denica, Despina, Deva, Dijana, Dimana, Divna, Dobrinka, Dominika, Donka, Dosta, Dragana, Dukadinka, Dušanka, Dušica, Dzvezda, Edina, Efimija, Ekaterina, Elena, Elisaveta, Emilija, Epsa, Eva équivalent d'Eve, Evangelija, Evgenija équivalent d'Eugénie, Evlampija, Evpraksija, Evosina, Evrosija, Evtimija, Filimena, Frosina, Gajtana, Galena, Gena, Gerasimka, Gina, Glikerija, Gordana, Gorica, Gorjana, Grozda, Grozdana, Gulapka, Ǵorǵivka, Ǵurǵa, Ǵurǵica, Ǵurǵina, Hristina, Христин, Ilinka, Irina, Iskra, Ivana, Ilina, Jagoda, Jasmina équivalent de Jasmine, Jasna, Jelena, Jordana, Jovana, Julia équivalent de Julie, Julijana équivalent de Julianne, Kalina, Karolina, Katerina, équivalent de Catherine, Klimentina équivalent de Clémentine, Keti, Kristina équivalent de Christine, Lepa, Lidija, Lile, Liljana, Lisa, Ljubica, Ljubena, Ljupka, Magdalena (en), Maja (en), Maria équivalent de Marie, Marija, Marijana équivalent de Marianne, Marika, Marina, Marta (en), Martina, Melanija, Mihaela, Mila (en), Milena, Milica, Mirjana, Mirna, Miroslava, Mitrodora, Monika, Nada, Nadežda Equivalent de Nadège, Nadica, Natalija, Nataša, Nedelka, Nevena, Nikolina, Oana, Ognena, Olga, Olivera, Paraskeva, Pavlina, Petra (en), Rada, Radmila, Radoslava, Renata, Roza, équivalent de Rose, Rozalija, équivalent de Rosalie, Rumena, Ruža, Sanja, Sara (en), Serafima, Silvija, Simona, Slavica, Snežana, Sofija, Sonja, Stefanija, Suzana, Svetlana, Silvana, Tamara (en), Tanja, Teodora, Todora, Trendafilka, Todorka, Ubavka, Valentina, Vangelija, Vanǵa, Vanka, Varvara équivalent de Barbara, Vasa, Vasilija, Velika, Veljana, Vera, Verica, Veronika, Vesela, Veta, Vida, Vita, Višna, Violeta (en) équivalent de Violette, Vosreksija, Vrosinka, Zafira, Zagoarka, Zaharina, Zdravka, Zlata (en), Zografka, Zoja, Zora, Žaklina équivalent de Jacqueline, Živana, Živka,

- Prénoms masculins : Adam, Agapij, Aleksandar, Александар (Ace, Аце). équivalent d'Alexandre, Alekso, Alimpij Алимпиј, Andon, Anton (en), Antonij, Антониј. équivalent d'Antoine, Andrej, Андреј. équivalent d'André, Angel, Ангел (Angjelko, Ангјелко). équivalent d'Ange, Angelarij, Antim, Antonij, Антониј. équivalent d'Antoine, Atanas, Атанас (Tase, Тасе). équivalent d'Athanase, Atanasij, Avakum, Avram, Blagoj, Blaže, Блаже (Blasko, Бласко). équivalent de Blaise, Bogatin, Bogdan, Bogoljub, Bojan, Borče, Boris, Boško, Božin, Cane, Cvetan, Časlav, Čedo, Čedomir, Damaskin, Damjan, Daniel, Darko David, Davor, Dejan, Deljan, Dimitar, Dimitri, Dobre, Dobri, Dojčin, Doksim, Dončo, Dorotej, Dragan, Dragi, Dukdin, Dušan, Dzvezdan, Džole, Edin, Efrem, Elisie, Emil, Erazmo, Eremija, Efimij, Emanuel, Evgenij, Fidan, Filimon, Filip, Firfo, Flore, Fotij, Gavril, Gerasim, Gligor, Goran, Gorazd, Gordan, Grigor, Grigorij, Grozdan, Ǵerasim, Ǵero, Ǵoko, Ǵore, Ǵorǵi/Gjorgji, équivalent de Georges, Ǵorǵija, Ǵoše, Ǵurčin, Ǵuršin, Hristijan, équivalent de Christian, Hristofor, équivalent de Christophe, Ice, Ignat, équivalent d'Ignace, Ignatij, Igor (en), Ilarion, Ilija, Inokentij, Iraklij, équivalent d'Hercule, Irinej, Isaija, Isidor, Ivan, Jakim, Jakov, équivalent de Jacob ou Jacques, Janaki, Jane, Joakim, Joanikij, Jonko, Jordan, Josif, équivalent de Joseph, Jovan, Kiprijan, équivalent de Cyprien, Kiril, Kliment, Konstantin, Kosta, Kozma, Krale, Kristijan, Krste, Kuzman, Ḱire, Ḱirko, Lambe, Lazar (en), Leonid, Leontie, Ljube, Ljubomir (en), Ljudmil, Ljupčo, Luka (en), Makedon, Maksim, Manoil, Manojlo, Manol, Marjan, Marko, Martin, Matej, Metodij, Metodija, Mice, Mihail, Miladin, Milan, Miron, Miroslav, Mitan Mladen, Mojsej, Nace, Naḱe, Nase, Natanail, Naum, Nedelko, Nektarij, Nenad, Neofit, Nestor, Neven (en), Nikanor, Nikifor, Nikita (en), Nikodim, Nikola, Novak, Nove, Ognen, Oliver, Orce, Ordan, Pahomij, Pandil, Panče, Pane, Pantelejmon, Partenij, Paskal, Pavle, Pejko, Petar, Petre, Pimen, Plamenčo, Polikarp, Prodan, Radomir (en), Radoslav, Radovdan, Rafael, Rajko, Rangel, Ranko, Ruse, Rusomir, Samoil, Sande, Sarafil, Saša, Savе, Sazdan, Serafim, Simeon, Simon, Sinisa, Slave, Slavoljub, Slobodan, Spasen, Stamen, Stefan, Stojan, Šane, Šiško, Tase, Taško, Temelko, Teodor, Teodosij, Teofil, Tihomir, Timotej, Todor, Toma, Tome, Trajan, Trifun, Trpe, Valentin, Vangel, Varnavas, Vasil, Veljan, Venijamin, Veselin, Vidoe, Vikentij, Viktor, Vladimir, Vlastimir, Zafir, Zaharie, Zdravko, Zlatan, Zlatko, Zograf, Zoran, Žarko, Želimir, Živko, Živorad

### Croatie
- Prénoms féminins : Ana, Anica, Adelaida, Alda, Agata, Aleksandra, Anita, Barbara, Berislava, Biserka, Biljana, Blaga, Blagica, Blaženka, Bogdana, Bogomila, Bogumila, Borka, Borislava, Božena, Božica, Božidarka, Branimira, Branka, Brigita, Buga, Cvita, Cvijeta, Čika, Danica, Danijela, Darinka, Davorka, Divna, Dora, Dorica, Dragana, Dragica, Draginja, Draženka, Dubravka, Dunja, Đurđica, Edita, Eva, Flora, Gabrijela, Goranka, Gordana,Hana, Hrvoja, Hrvojka, Ida, Iris, Iva, Ivana, Ivančica, Ivanka, Izabela, Jabuka, Jadranka, Jagoda, Jasenka, Jasmina, Jasminka, Jasna, Jelena, Katarina, Kolinda, Lea, Lili, Ljiljana, Luna, Ljuba, Ljubica, Magdalena, Maja, Margarita, Marija, Matilda, Mihaela, Mikaela, Mila, Milica, Miljenka, Milka, Mislava, Mira, Mirka, Mirna, Mojmira, Morana, Nada, Natalija, Nataša, Neda, Nediljka, Nevenka, Nina, Olivera, Ognjenka, Petra, Rafaela, Ranka, Rašeljka, Ratka, Romualda, Renata, Rita, Ruža, Ružica, Sanja, Sara, Sandra, Saša, Slava, Slavica, Slavenka, Smilja, Smiljana, Sofija, Spomenka, Srebrenka, Stanislava, Stana, Stanka, Snješka, Snježana, Sunčana, Sunčica, Svitlana, Svjetlana, Tea, Teha, Tehana, Tihana, Tihomila, Tina, Tuga, Valentina, Vedrana, Vera, Verica, Višnja, Vjera, Vesna, Vjekoslava, Vlasta, Vlatka, Zdenka, Zlata, Zora, Zorica, Zorka, Zrinka, Zrina, Zvjezdana, Zvonimira, Zvonka, Željka, Živka...
- Prénoms masculins : Adam, Alan, Ante, August, Augustin, Berislav, Berivoj, Blago, Bogdan, Bogumil, Bogoljub, Bogomil,Bogoslav, Boris, Borislav, Borna, Božetjeh, Božidar, Božo, Bratislav, Budimir, Branimir, Brajko, Branko, Braslav, Bratoljub, Cvitko, Cvjetko, Časlav, Častimir, Čedomir, Dalibor, Damir, Darko, Davor, Demetar, Desimir, Dobroslav, Dobrovit, Domagoj, Dragan, Drago, Dragoslav, Dragutin, Dražan, Dražen, Držiha, Držislav, Dubravko, Dujam, Duje, Ernest, Eugen, Feliks, Fran, Franjo, Gabrijel, Godemir, Gojko, Gojislav, Gojslav, Goran, Grgur, Grubiša, Hrvatin, Hrvoj, Hrvoje, Hrvoslav, Ilija, Iljko, Igor, Ivan , Ivor, Izvor, Jadranko,Jakov, Jasenko, Jerko, Jerolim, Josip, Juraj, Kazimir, Kažimir, Klement, Klonimir, Kristijan, Krsto, Krešimir, Krševan, Lav, Lavoslav, Luka, Ljubo, Ljubomir, Ljudevit, Maksimilijan, Maksim,Marijan, Marin, Marko, Mate, Mato, Mihael, Mikael, Milan, Mile, Milivoj, Milovan, Miljenko, Miran, Mirko, Miroslav, Miroš, Mislav, Mladen, Mojmir, Mutimir, Nediljko, Nedjeljko, Nenad, Ognjen, Oskar, Ostoja, Ozren, Paško, Predrag, Pribislav, Prvan, Prvoslav, Prvoš, Radimir, Radomir, Radoš, Rafael, Rajko, Ranko, Ratimir, Ratko, Rato, Radovan, Radoslav, Saša, Siniša, Slaven, Slaviša, Slavoljub, Slavomir, Smiljan, Spomenko, Srđan, Srebrenko, Srećko, Stanislav, Stanko, Strahimir, Sven, Svetoslav, Svebor, Tihomil, Tihomir, Tin, Tješimir, Teo, Tomislav, Tomo, Tvrtko, Trpimir, Vatroslav, Većeslav, Velimir, Veselko, Vidoslav, Vjekoslav, Vjenceslav, Viktor, Višeslav, Vito, Vitomir, Vjeran, Vladimir, Vlado, Vlatko, Vojmil, Vojnomir, Vuk, Zdenko, Zdeslav, Zdravko, Zorislav, Zoran, Zrinko, Zrinoslav, Zlatko, Zvonimir, Zvonko, Žarko, Želimir, Željko, Živan, Živko...

### Serbie et Monténégro
- Prénoms féminins : Bijana, Biserka, Bojana, Bogdana, Borislava, Boža, Božena, Božica, Božidarka, Branimira, Branka, Brankica, Branislava, Budislavka, Daliborka, Danica, Davorka, Dejana, Draga, Dragana, Dragoslava, Draženka, Dubravka, Dušana, Goranka, Jelena, Jasna, Jugoslava, Krešimira, Ljubica, Mila, Milena, Milica, Milja, Milka, Mira, Miroslava, Mirna, Mladenka, Nada, Navenka, Nedeljka, Radmila, Radomira, Radoslava, Slava, Slavica, Slavka, Stanka, Stanislava, Svetlana, Tomislava, Vedrana, Vera, Vjera, Vesna, Vesela, Višnja, Zorica…
- Prénoms masculins : Boban, Bogdan, Boguljub, Bojan, Borislav, Bora, Boris, Borisav, Borko, Boško, Branimir, Branislav, Branko, Božidar, Budimir, Čedomir, Dalibor, Damir, Danko, Darko, Davor, Dejan, Dobrica, Dobroslav, Domagoj, Dragan, Dragiša, Drago, Dragoljub, Dragomir, Dragoslav, Dragutin, Draža, Dražen, Dubravko, Dušan, Duško, Goran, Gradimir, Ljuba, Ljubomir, Ljubodrag, Krešimir, Krešo, Milan, Milivoje, Mile, Milenko, Milo, Miloje, Milojica, Milorad, Miloš, Milovan, Milutin, Mijomir, Miodrag, Miro, Miroslav, Mirko, Mislav, Miša, Mladen, Momčilo, Momir, Momčilo, Nebojša, Nedeljko, Nemanja, Nenad, Novak, Njegomir, Obrad, Ognjen, Ostoja, Predrag, Rade, Radivoje, Radoje, Radomir, Ratomir, Radiša, Radmilo, Radoslav, Radosav, Radovan, Rajko, Ranko, Ratko, Sava, Slava, Slaven, Slavko, Slavimir, Slaviša, Slobodan, Srdjan, Srećko, Sredoje, Sreten, Stanko, Stanislav, Stracimir, Svetozar, Tihomir, Tomislav, Uroš, Vedran, Velibor, Velimir, Veljko, Veselko, Vladimir, Vladislav, Vlastimir, Vojislav, Vuk, Vukašin, Vukota, Vukan, Vukosav, Zdravko, Zoran, Žarko, Željko, Zlatko, Živko, Živojin, Živorad, Života…

### Bulgarie
- Prénoms féminins : Ana, Beloslava, Bilyana, Bisera, Bistra, Blagorodna, Blaga, Blaguna, Bogdana, Boriana, Borislava, Boyana, Boyka, Bozhana, Bozhidara, Branimira, Darina, Denica, Desislava, Dobra, Dobriana, Dobromira, Eva, Grozda, Grozdana, Hristina, Iva, Kalina, Krasimira, Luba, Lubomira, Lyudmila, Lyubov, Malina, Miglena, Mila, Militsa, Milka, Milena, Mira, Miriana, Miroslava, Nadezhda, Nadia, Neda, Nedelya, Nedyalka, Nevena, Ognyana, Plamena, Preslava, Rada, Radka, Radost, Radostina, Radoslava, Ralica, Rosica, Rumena, Rumiana, Snezha, Snezhana, Snezhanka, Spasena, Stanimira, Stanislava, Slavka, Stanka, Stoyanka, Stoyna, Svetla, Svetlana, Svetoslava, Svetozara, Tsveta, Tsvetanka, Tsvetelina, Tsviata, Velika, Velislava, Velizara, Velmira, Veneta, Vera, Vesela, Veselina, Viara, Vihra, Vladislava, Zdravka, Zhivka, Zlata, Zlatina, Zora, Zorka, Zornitsa...
- Prénoms masculins :Asen, Atanas, Angel, Biser, Blago, Blagoy, Blagovest, Blagun, Bogdan, Bogomil, Bojidar, Boris, Borislav, Boyan, Boyko, Bozhidar, Bozhil, Bozhin , Branimir, Darin, Darko, Delcho, Delyan, Desislav, Deyan, Dragan, Dragomir, Dobri, Dobrin, Dobromir, Dobroslav, Evgeni, Filip, Goran, Grozdan, Hristo, Kamen, Krasimir, Krastan, Krastyo, Lachezar, Lyuben, Lyubomir, Lyuboslav, Lyudmil, Malin, Milan, Milcho, Milen, Mileti, Milko, Milush, Mirko, Miro, Miroslav, Mladen, Momchil, Nayden, Nedelcho, Nedyalko, Ognian, Ognyan, Orlin, Parvan, Plamen, Preslav, Prodan, Radko, Radomir, Radoslav, Raicho, Rayko, Razvigor, Rostislav, Rumen, Slavcho, Slavi, Slavian, Slavko, Spas, Stanimir, Stanislav, Stanko, Stoil, Stoyan, Stoycho, Stoyko, Strahil, Svetlin, Svetoslav, Svetozar, Tihomir, Tomislav, Tsvetan, Tsvetomir, Valko, Varban, Velichko, Veliko, Velin, Velislav, Velizar, Velko, Ventseslav, Ventsislav, Veselin, Vitomir, Vladimir, Vladislav, Volen, Yasen, Yavor, Zdravko, Zhelyazko, Zhivko, Zlatan, Zlatko, Zlatomir, Zvezdelin…[1]

### Russie/Ukraine/Biélorussie
- Prénoms féminins : Bogdana, Boleslava, Borislava, Bronislava, Luba/Lyuba, Ludmila, Lyubov, Macha/Maria, Miloslava, Miroslava, Nadeja, Nadya/Nadejda, Rada, Radoslava, Slava, Snejana, Stanislava, Sveta/Svetlana, Vera, Vladislava, Yaroslava...
- Prénoms masculins : Bogdan, Bogomir, Boleslav, Borya/Boris, Borislav, Bronislav, Dobrynia, Iziaslav, Mecheslav, Miloslav, Miroslav, Mstislav, Radimir/Radomir, Radoslav, Slava/Rostislav, Svyatopolk, Svyatoslav, Vlad, Vova/Volodya/Vladimir, Vladislav, Volya, Vsevolod, Vyacheslav, Yaromir, Yaropolk, Yaroslav, Zoryn…